# Melanie Blocksdorf
Melanie Blocksdorf (* 15. März 1976 in Hamburg) ist eine deutsche Filmproduzentin und arbeitete viele Jahre als Schauspielerin.

## Leben und Karriere
Melanie Blocksdorf ist Produzentin bei der Filmproduktionsfirma Achtung Panda! Media GmbH. Gemeinsam mit Geschäftsführerin und Produzentin Jamila Wenske leitet sie das Unternehmen seit Sommer 2019.
Von 1995 bis 1998 absolvierte sie ihr Schauspielstudium an der Stage School Hamburg. Blocksdorf war bei der in Berlin ansässigen freien Filmproduktion Propellerfilm GmbH als Producerin für die Akquise und Entwicklung von neuen Kinostoffen verantwortlich. 2015 absolvierte sie das International Producing Program an der ifs Köln. Seither ist sie als Produzentin tätig.
Als Schauspielerin gab die gebürtige Hamburgerin ihr Filmdebüt 1999 in einer Episodenrolle der ZDF-Fernsehreihe Mordkommission. Melanie Blocksdorf arbeitete zu Beginn ihrer Karriere als Theaterschauspielerin und war unter anderem Ensemblemitglied des Faust-Ensembles, das unter der Leitung von Theaterregisseur Peter Stein im Jahr 2000 die erste ungekürzte Fassung des Faust I + II (J.W.v. Goethe) bestritt.

## Filmografie (Auswahl)
- 1999: Mordkommission (Fernsehreihe, Episodenrolle)
- 2003: Der letzte Lude
- 2004: Propaganda
- 2005: König von Kreuzberg  (Fernsehserie, 7 Episodenrollen)
- 2005–2006: Sophie – Braut wider Willen  (Fernsehserie)
- 2006: M.E.T.R.O. – Ein Team auf Leben und Tod  (Fernsehserie, 2 Episodenrollen)
- 2006: Unser Reigen
- 2007: Mitte 30
- 2008: En passant
- 2008: Giacomo Puccini – Die dunkle Seite des Mondes
- 2009: Mein Flaschengeist und ich
- 2010: Der letzte Bulle (Fernsehserie, Folge Klassentreffen)
- 2010: Ich trag dich bis ans Ende der Welt
- 2010: Da kommt Kalle  (Fernsehserie, Episodenrolle)
- 2012: Katie Fforde – Diagnose Liebe
- 2012: Mich gibt’s nur zweimal
- 2013: Robin Hood
- 2013: Heldt (Fernsehserie, Folge Totalschaden)
- 2015: Mein Sohn Helen
- 2017: Nord bei Nordwest – Estonia
- 2017: Falk – Die Qual der Wahl
- 2021: Compartment No. 6[3] (als Koproduzentin)
- 2021: Das Licht in den Birkenwäldern (als Produzentin)
- 2021: Franky Five Star (als Produzentin)
- 2024: Ellbogen
- 2025: Karla (als Produzentin)